# The Hits & Beyond
The Hits & Beyond è un album discografico di raccolta della cantante australiana Dannii Minogue, pubblicato nel 2006. 

## Tracce
1. Put the Needle on It
2. I Begin to Wonder (Radio Version)
3. So Under Pressure
4. You Won't Forget About Me (Vocal Radio Edit)
5. All I Wanna Do
6. This Is It (7" Mix)
7. Don't Wanna Lose This Feeling (Al Stones Radio Version)
8. Baby Love (Silky 70's 7" Mix)
9. Everything I Wanted (Radio Edit)
10. Disremembrance (Flexifingers Radio Edit)
11. Jump to the Beat (7" Remix)
12. Love and Kisses (Dancin' Danny D 7" Remix)
13. $ucce$$ (Bruce Forest 7" Remix)
14. Perfection (Radio Edit)
15. Who Do You Love Now? (Original Radio Edit)
16. Love Fight
17. Sunrise
18. I Can't Sleep at Night
19. Gone
20. Good Times